# 外肋間筋
外肋間筋（がいろっかんきん、英語: intercostales externi muscle）は、胸部の筋肉のうち、胸壁肋間隙にある胸壁筋のうちの一つ。肋骨外面を起始とし、肋間隙を後上方から前下方に走りながら、次位の肋骨に停止する。
肋骨を引き上げる作用がある。